# 水府增四
金牛座137，又名BD+14 1060，HD 39317、SAO 94945、HR 2033，是金牛座的一颗恒星，视星等为5.59，位于銀經193.51，銀緯-6.22，其B1900.0坐标为赤經5h 46m 41.4s，赤緯+14° -6.22′ 47″。